# La Hiruela
La Hiruela település Spanyolországban, Madrid tartományban. La Hiruela El Cardoso de la Sierra, Puebla de la Sierra, Prádena del Rincón és Montejo de la Sierra községekkel határos. Lakosainak száma 83 fő (2024).

## Népesség
A település népessége az utóbbi években az alábbiak szerint változott:
| Lakosok száma | 77   | 90   | 74   | 74   | 56   | 55   | 52   | 57   | 75   | 83   |
|               | 2001 | 2004 | 2007 | 2009 | 2012 | 2014 | 2017 | 2019 | 2022 | 2024 |